# Theodore Reed
Theodore Reed (ur. 18 czerwca 1887, zm. 22 lutego 1959) – amerykański reżyser i producent filmowy. Był także przewodniczącym Amerykańskiej Akademii Sztuki i Wiedzy Filmowej w latach 1933-1934.